# Tomasi Raikivi
Le révérend Tomasi Raikivi est l'une des figures des coups d'État de 1987 aux Fidji.

## Biographie
Fidjien autochtone, il est ministre de l'Église méthodiste, la principale Église chrétienne aux Fidji, et devient le secrétaire général du Conseil des Églises du pays (Fiji Council of Churches). Lorsque les élections législatives de 1987 produisent la première alternance au pouvoir dans l'histoire fidjienne, débouchant sur un gouvernement de gauche, Tomasi Raikivi est l'un des principaux participants au Mouvement taukei, mouvement ethno-nationaliste jugeant inacceptable que l'autorité politique ne soit plus aux mains des chefs autochtones. Il mène des manifestations d'hostilité à l'encontre de la communauté indo-fidjienne et préside une réunion entre les principaux membres du Mouvement taukei et le colonel Sitiveni Rabuka, prédicateur laïc que Ratu Inoke Kubuabola, chef autochtone et secrétaire général de la Société biblique dans le Pacifique, persuade de mener un coup d'État militaire,.
Le colonel Rabuka remet le pouvoir au gouverneur général Ratu Sir Penaia Ganilau, en lui demandant de mettre en œuvre un nouveau régime politique assurant la suprématie des autochtones. Tomasi Raikivi devient le « conseiller en information » du gouverneur général, et se charge de tenter d'intimider et de contrôler la presse fidjienne,. Ratu Sir Penaia tente de former un gouvernement d'unité nationale incluant les membres du gouvernement renversé ; en réponse, le colonel Rabuka mène un second coup d'État et prend lui-même le pouvoir. Il nomme un gouvernement militaire, et y nomme Tomasi Raikivi au poste de ministre de la Sécurité sociale,. Tomasi Raikivi et son collègue Viliame Gonelevu, le ministre des Communications mais surtout également un ministre de l'Église méthodiste lui aussi, exigent et obtiennent que les Fidji soient déclarées un État chrétien, avec l'instauration d'une obligation de repos dominical pour tous.
Au sein du gouvernement, les extrémistes de l'extrême-droite ethno-nationaliste taukei (notamment Sakeasi Butadroka, Tomasi Raikivi et Ratu Meli Vesikula) se trouvent bientôt en conflit avec les ministres qui souhaitent avant tout un retour au pouvoir de Ratu Kamisese Mara, le perdant des élections de 1987 (notamment Filipe Bole). Le colonel Rabuka ne maintient ce régime militaire que deux mois, puis remet le pouvoir à Kamisese Mara, qui écarte Tomasi Raikivi et les autres figures les plus extrêmes du gouvernement.